# Bussy, Cher
Bussy är en kommun i departementet Cher i regionen Centre-Val de Loire i de centrala delarna av Frankrike. Kommunen ligger  i kantonen Dun-sur-Auron som tillhör arrondissementet Saint-Amand-Montrond. År 2022 hade Bussy 357 invånare.

## Befolkningsutveckling
Antalet invånare i kommunen Bussy
Referens:INSEE